# Короа (Марна)
Короа (фр. Corroy) насеље је и општина у североисточној Француској у региону Шампањ-Арден, у департману Марна која припада префектури Еперне.
По подацима из 2011. године у општини је живело 156 становника, а густина насељености је износила 7,81 становника/km². Општина се простире на површини од 19,97 km². Налази се на средњој надморској висини од 97 метара.

## Демографија
| 1962. | 1968. | 1975. | 1982. | 1990. | 1999. | 2011. |
| ----- | ----- | ----- | ----- | ----- | ----- | ----- |
| 136   | 163   | 138   | 133   | 148   | 142   | 156   |

График промене броја становника у току последњих година